# محاولة انقلاب 1978 في الصومال
في 9 أبريل 1978، وقعت محاولة انقلاب في الصومال ضد نظام الرئيس محمد سياد بري (جمهورية الصومال الديمقراطية آنذاك). قدرت وكالة المخابرات المركزية الأمريكية (CIA) أن الانقلاب الذي قاده العقيد محمد عثمان إرو شارك فيه حوالي 24 ضابطًا و2000 جندي و65 دبابة.
في أعقاب الانقلاب الفاشل، تم إعدام 17 من زعماء الانقلاب إعداما موجزا رميا بالرصاص، بمن فيهم محمد عثمان إرو.

## خلفية
قام بمحاولة الانقلاب مجموعة من ضباط الجيش الساخطين، بقيادة العقيد محمد عثمان إيرو، في أعقاب حرب أوغادين الكارثية ضد إثيوبيا (التي حكمها الديرغ بقيادة منغستو هيلا مريام). التي كان بدأها سياد بري، الذي وصل هو نفسه إلى السلطة قبل عقد من الزمان من خلال انقلاب 1969.
تكهنت مذكرة وكالة المخابرات المركزية الأمريكية (CIA) المكتوبة في الشهر التالي بأن الانقلاب كان رداً على أمر بري باعتقال وإعدام الضباط الذين شاركوا في حرب أوغادين. حيث اعتقد الضباط أن بري قد تعمد استخدام قوات من عشائر أخرى «كوقود للمدافع» بينما صدرت أوامر أكثر أمانًا لضباط من عشيرة مريحان. وخلص التقرير إلى أن الضباط المتورطين في الانقلاب «كانوا مدفوعين على الأقل بالعداء العرقي الطويل الأمد تجاه بري بقدر ما كان الدافع وراءهم خيبة أمل من نظامه في أعقاب كارثة أوغادين».

## تفاصيل الانقلاب

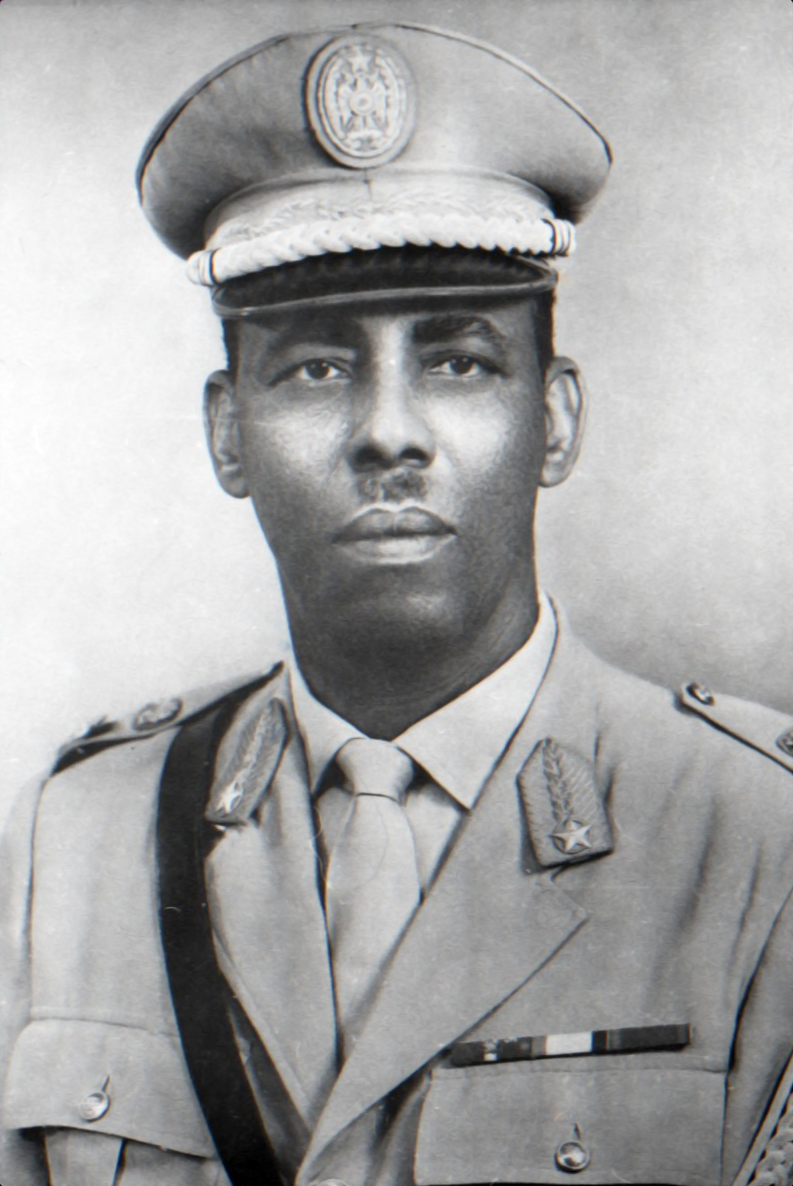
سياد بري خلال سنوات السبعينيات

تم الانقلاب في 9 أبريل 1978، وقد انتهى الجزء الأكبر من القتال في غضون يوم واحد.
اندلع إطلاق نار في قرية أفغوي جنوب العاصمة مقديشو، وسُمع دوي إطلاق نار من أسلحة خفيفة وانفجارات في ضواحي العاصمة. كان من المقرر في الأصل أن يبدأ الانقلاب في مدينة هرجيسا، ولكن من المحتمل أن بري كان على علم بالمحاولة مسبقًا وتمكن من تعطيل الانقلاب قبل إطلاقه، بالإضافة إلى تمركز القوات الموالية له في العاصمة.

## بعد الانقلاب
بعد الانقلاب الفاشل، تم إعدام 17 من زعماء الانقلاب إعداما موجزا رميا بالرصاص، بمن فيهم محمد عثمان إرو. وكان جميع الذين تم إعدامهم، باستثناء شخص واحد، أعضاء في عشيرة ماجرتين، التي يقيم معظمها في شمال شرق الصومال. استخدم بري الانقلاب كمبرر لتطهير أفراد العشائر المتورطة في الانقلاب من المناصب الحكومية والعسكرية.
هرب أحد المتآمرين، المقدم عبد الله يوسف أحمد، إلى إثيوبيا وأسس منظمة مناهضة لسياد بري أطلق عليها في البداية جبهة الإنقاذ الصومالية (فيما بعد الجبهة الديمقراطية الخلاصية الصومالية)، وبدأ التمرد الصومالي الذي أدّى في نهاية المطاف إلى الحرب الأهلية الصومالية.

## ادعاء تورط الكتلة الشرقية
ألقى بري باللوم في محاولة الانقلاب على الكتلة الشرقية، وبالتحديد الاتحاد السوفيتي وكوبا، الدول التي دعمت إثيوبيا في حرب أوغادين، واصفا إياها «بالإمبريالية الجديدة». أكّدت وكالة المخابرات المركزية أن الاتحاد السوفيتي لم يكن وراء محاولة الانقلاب، لكنه كان يسعى لإزالة بري. بعد الانقلاب مباشرة، بدأت الصومال تتلقى مساعدات خارجية من جمهورية الصين الشعبية.